# Poolbillard-Europameisterschaft 1991
Die Poolbillard-Europameisterschaft 1991 war ein vom europäischen Poolbillardverband EPBF in Mussolente in der Region Venetien ausgetragenes Poolbillardturnier. Es war die erste Poolbillard-EM in Italien.
Ausgespielt wurden die Europameister in den Disziplinen 8-Ball, 9-Ball und 14/1 endlos sowie Mannschafts-Europameister der Damen und Herren.
Im 14/1 endlos-Finale der Herren unterlag Titelverteidiger Oliver Ortmann dem Schweden Jan Lundell. Ralf Souquet gelang es im 8-Ball in einer Neuauflage des Finals des Vorjahres den Schweden Tom Storm zu besiegen und damit nach 1989 zum zweiten Mal 8-Ball-Europameister zu werden. Der Deutsche Thomas Engert gewann das 9-Ball-Finale gegen seinen Landsmann Tony Deigner und wurde somit zum dritten Mal in Folge 9-Ball-Europameister. Der Deutsche Waldemar Markert, der Schweizer Rolf Hollenstein sowie der Österreicher Raymond Gneist gewannen jeweils einmal Bronze.
Bei den Damen wurde die Schwedin Helena Thornfeldt durch einen Finalsieg gegen die Vorjahres-Finalistin Andrea Kroll Europameisterin im 14/1 endlos. Sylvia Buschhüter wurde im Finale gegen Titelverteidigerin Ilona Bernhard 8-Ball-Europameisterin.
Im 9-Ball gewann die Schwedin Louise Furberg, die zuletzt von 1987 bis 1990 viermal in Folge 14/1-Europameisterin war, das Finale gegen die 9-Ball-Europameisterin der Jahre 1988, 1989 und 1990. Die Österreicherinnen Claudia Hechenbichler, Francoise Blochinger und Gerda Hofstätter, sowie die Deutsche Eva Urlass gewannen zudem jeweils eine Bronzemedaille.
Die deutsche Mannschaft bestehend aus Thomas Engert, Oliver Ortmann, Ralf Souquet, Tony Deigner und Waldemar Markert wurde im Finale gegen Schweden Europameister der Herren. Österreich und die Schweiz gewannen Bronze. Bei den Damen gewann Schweden das Finale gegen die Schweiz. Auf den dritten Platz kamen Deutschland und Österreich.

## Medaillengewinner
| Disziplin            | Gold              | Silber          | Bronze                |
| -------------------- | ----------------- | --------------- | --------------------- |
| Herren – 14/1 endlos | Jan Lundell       | Oliver Ortmann  | Waldemar Markert      |
| Herren – 14/1 endlos | Jan Lundell       | Oliver Ortmann  | Rolf Hollenstein      |
| Herren – 8-Ball      | Ralf Souquet      | Tom Storm       | Niklas Bergendorff    |
| Herren – 8-Ball      | Ralf Souquet      | Tom Storm       | Raymond Gneist        |
| Herren – 9-Ball      | Thomas Engert     | Tony Deigner    | Christer Lofstrand    |
| Herren – 9-Ball      | Thomas Engert     | Tony Deigner    | Vegar Kristiansen     |
| Herren-Mannschaft    | Deutschland       | Schweden        | Österreich            |
| Herren-Mannschaft    | Deutschland       | Schweden        | Schweiz               |
| Damen – 14/1 endlos  | Helena Thornfeldt | Andrea Kroll    | Claudia Hechenbichler |
| Damen – 14/1 endlos  | Helena Thornfeldt | Andrea Kroll    | A. Andresen           |
| Damen – 8-Ball       | Sylvia Buschhüter | Ilona Bernhard  | Vibeke Styve          |
| Damen – 8-Ball       | Sylvia Buschhüter | Ilona Bernhard  | Francoise Blochinger  |
| Damen – 9-Ball       | Louise Furberg    | Franziska Stark | Gerda Hofstätter      |
| Damen – 9-Ball       | Louise Furberg    | Franziska Stark | Eva Urlass            |
| Damen-Mannschaft     | Schweden          | Schweiz         | Deutschland           |
| Damen-Mannschaft     | Schweden          | Schweiz         | Österreich            |